# Cuoiopelli Cappiano Romaiano 2004-2005
Questa voce raccoglie le informazioni riguardanti il Cuoiopelli Cappiano Romaiano nelle competizioni ufficiali della stagione 2004-2005.